# Amblyopone zoma
Amblyopone zoma  (лат.) — вид мелких земляных муравьёв из подсемейства Amblyoponinae.

## Распространение
Китай: Тибет, уезд Медог, город Бэйбэн.

## Описание
Длина тела около 5 мм. Основная окраска желтовато-коричневая (голова коричневая; ноги светлее, жёлтые). Голова трапециевидная, расширенная кпереди: длина головы (HL) 1,00 мм, ширина головы (HW) 0,85 мм. Глаза мелкие. Усики короткие, 12-члениковые. Мандибулы длинные, узкие, жало хорошо развито. Клипеус с рядом из мелких зубчиков по переднему краю. Стебелёк между грудкой и брюшком состоит из одного узловидного членика (петиоль). Гнездятся в почве, под камнями, семьи малочисленные.
Вид был впервые описан в 2012 году китайскими мирмекологами Сюй Чжэнхуэем и Чу Цзяоцзяо. Близок к виду Amblyopone triloba Xu. Название вида A. zoma происходит от женского имени «Zoma», распространённого в Тибете.